# Asaf Zeynally
Asaf Zeynally (en azeri: Asəf Zeynalabdin oğlu Zeynallı; né le 5 avril 1909 à Derbent et mort  le 27 octobre 1932 à Bakou) est un compositeur azerbaïdjanais.

## Biographie
Asaf Zeynally passe son enfance près du célèbre site historique Naryn-Kala de Derbent. Son père meurt peu de temps après sa naissance et sa mère Asband, une tisserande, devient le soutien de famille. Elle était chanteuse amateur et jouait de l'accordéon, contribuant à la passion croissante de son plus jeune fils pour la musique. En 1916, Zeynally, âgé de 7 ans, commence à fréquenter l'école primaire de Derbent où il devient membre de la chorale et apprend à jouer de la clarinette en participant souvent à des représentations publiques d'une fanfare amateur en dehors de l'école. En 1920, la famille déménage à Bakou, en Azerbaïdjan, où Zeynally poursuit ses études dans une école militaire et apprend à jouer de la trompette. Il meurt d'une maladie en 1932, à l'âge de 23 ans, sans parvenir à son rêve de composer la symphonie monumentale dédiée à Bakou.

## Éducation musicale
En 1923, Zeynally s'inscrit au collège de musique nouvellement créé (qui portera plus tard son nom) où il a pour enseignant l'éminent compositeur Uzeyir Hadjibeyov. Pendant ses études au collège, il compose sa première chanson et l'interprète à la trompette. La performance est perçue comme révolutionnaire par les experts de la musique, car le jeune compositeur réussit à ajuster l'instrument pour jouer de la musique folklorique azérie.
Après avoir obtenu son diplôme de l'école de musique en 1926, encouragé par Uzeyir Hadjibeyov, Zeynally s'inscrit en classe de compositeur au Conservatoire d'État d'Azerbaïdjan.

## Compositions
Parallèlement à ses activités de compositeur, Zeynally publie des articles sur la culture musicale azérie dans lesquels il développe principalement la méthode de Hadjibeyov, consistant à fusionner les styles traditionnels azéris avec la musique classique d'Europe occidentale. Au début des années 1930, il fait partie des membres de l'intelligensia qui s'opposent à l'objectif des Soviétiques d'interdire le Târ (luth). À partir de 1928, Zeynally enseigne les théories de la musique à l'école de musique près du Conservatoire . Gara Garayev, Djovdat Hadjiyev et Tofik Kouliyev font partie de ses élèves. 
L'année 1929 marque le sommet de l'activité du compositeur. Parmi ses œuvres produites cette année-là, il y a la romance « Elkam » (« Mon pays »), la suite pour enfants, l'adaptation de « Garabagh shikastasi » à l'orchestre symphonique et d'autres chansons folkloriques adaptées aux instruments occidentaux. En 1931, il est diplômé du Conservatoire de Bakou et nommé chef du Département de musique du Théâtre turc de Bakou. Sa principale contribution est la musique pour la pièce de propagande Sevil. En 1932, le théâtre fait une tournée  à Saint-Pétersbourg et remporte un grand succès.

## Mémoire
- L'école de musique Asaf Zeynally de Bakou portait son nom[6].
- La rue de Bakou porte le nom d'Asaf Zeynally.